# Pazarți, Kărdjali
Pazarți (în bulgară Пазарци) este un sat în comuna Momcilgrad, regiunea Kărdjali,  Bulgaria. 

## Demografie
Componența etnică a satului Pazarți
     Turci (99,41%)
     Nicio identificare (0,58%)
     Altele (0%)
La recensământul din 2011, populația satului Pazarți era de 171 locuitori. Din punct de vedere etnic, majoritatea locuitorilor (99,41%) erau turci. Pentru 0,58% din locuitori nu este cunoscută apartenența etnică.